# بوئتیوس ۶۶۱۷
سیارک ۶۶۱۷ (به انگلیسی: 6617 Boethius، نامگذاری:2218T-1) شش هزار و ششصد و هفدهمین سیارک کشف شده‌است که در ۲۵ مارس ۱۹۷۱ کشف شد.
قدر مطلق سیارک برابر ۱۳٫۹۰ است.